# Carinophloeus raffrayi
Carinophloeus raffrayi is een keversoort uit de familie dwergschorskevers (Laemophloeidae). De wetenschappelijke naam van de soort werd in 1894 gepubliceerd door Antoine Henri Grouvelle.